# Акжар (Кармакшинський район)
Акжа́р (каз. Ақжар) — село у складі Кармакшинського району Кизилординської області Казахстану. Адміністративний центр Акжарського сільського округу.
Населення — 1807 осіб (2021; 2231 у 2009, 2436 у 1999, 1700 у 1989).